# Cerastis clausa
Cerastis clausa là một loài bướm đêm trong họ Noctuidae.